# Robert Aumann
Israel Robert John Aumann (Frankfurt del Main, Alemanya, 8 de juny de 1930) és un matemàtic i economista alemany, nacionalitzat estatunidenc i israelià.

## Biografia
Dues setmanes abans de produir-se el que s'anomena la nit dels vidres trencats la seva família va traslladar-se als Estats Units d'Amèrica. Va estudiar matemàtiques al City College de Nova York, graduant-se el 1950. Després de realitzar un postgrau l'any 1952 realitzà el doctorat en matemàtiques a l'Institut Tecnològic de Massachusetts l'any 1955.
Membre de l'Acadèmia Nacional de Ciències dels Estats Units, l'any 1956 s'instal·là a Israel i inicià la docència acadèmica al centre per a l'Estudi de la Racionalitat de la Universitat Hebrea de Jerusalem, de la qual encara n'és professor.

## Recerca econòmica
La contribució més important d'Aumann està en el camp dels jocs repetits, que són les situacions on s'enfronten els jugadors amb la mateixa situació i amb moltes repeticions. Fou el primer per a definir el concepte del balanç correlacionat en la teoria de jocs, un tipus de balanç en els jocs no-cooperatius, considerada com més flexible que el balanç de Nash. Per una altra banda va estudiar el concepte de la lògica del saber comú en la teoria de jocs d'una manera terminant.
L'any 2005 fou guardonat amb el Premi Nobel d'Economia, compatit amb Thomas Schelling, «per haver ampliat la nostra comprensió de conflicte i cooperació en la teoria de jocs».

## Activisme polític
Membre del grup "Professors per a un Israel Fort" (PSI), un grup polític de la dreta israeliana, es va oposar a la Pla de retirada unilateral israeliana de la Franja de Gaza de l'any 2005, argumentant que es tractava d'un crim contra els milers de colons de Gush Katif obligats a abandonar els assentaments i que suposava una seriosa amenaça per a la seguretat d'Israel. Aumann també s'ha prodigat en els mitjans israelians defensant la idea que donar terra als palestins és erroni des del punt de vista de la teoria de jocs.